# Valfrid Gunnarsson
Johan Valfrid Gunnarsson teilweise auch Walfrid Gunnarsson (* 1. Mai 1893; † 17. Dezember 1972) war ein schwedischer Fußballspieler. Der Stürmer, der 1914 in der schwedischen Nationalmannschaft debütiert hatte, gewann zweimal den schwedischen Meistertitel. Zudem spielte er Eishockey.

## Werdegang
Gunnarsson spielte in den 1910er Jahren für den seinerzeit in Stockholm beheimateten Allmänna Idrottsklubben. Beim Endspiel um die schwedische Meisterschaft im November 1914 gegen Helsingborgs IF spielte er an der Seite von Rune Bergström, Ivar Svensson, Helge Ekroth und Karl Ansén im Sturm und trug zum 7:2-Erfolg zwei Tore bei, darunter den 1:0-Führungstreffer. Zwei Jahre später wiederholte er mit dem Klub den Titelgewinn, dieses Mal wurde der Lokalrivale Djurgårdens IF mit einem 3:1-Erfolg geschlagen. In dem im Olympiastadion Stockholm ausgetragenen Tvillingderbyt erzielte er den Treffer zum 3:0-Zwischenstand.
Im Mai 1914 war Gunnarsson erstmals in der schwedischen Landesauswahl zum Einsatz gekommen, beim 4:3-Erfolg über Finnland war er neben seinen Vereinskameraden Ivar Svensson, der als zweifacher Torschütze glänzte, und Rune Bergström als Torschütze erfolgreich. Bis 1917 bestritt er insgesamt sechs Länderspiele, dabei erzielte er insgesamt vier Tore.
Bei AIK reüssierte Gunnarsson wie viele andere seiner Vereinsmitglieder aus verschiedenen Sportarten auch im Eishockey, so bestritt er etwa an der Seite von Rudolf Kock oder Erik Abrahamsson 1921 das erste Match der Eishockeymannschaft des Klubs.